# Lesíček
Lesíček (em húngaro: Erdőcske) é um município da Eslováquia, situado no distrito de Prešov, na região de Prešov. Tem 6,72 km² de área e sua população em 2018 foi estimada em 417 habitantes.

## Demografia
| Ano:        | 1994 | 2004    | 2014    | 2024    |
| ----------- | ---- | ------- | ------- | ------- |
| Broj ljudi: | 259  | 295     | 375     | 449     |
| Razlika:    |      | +13,89% | +27,11% | +19,73% |

| Ano:               | 2023 | 2024   |
| ------------------ | ---- | ------ |
| Número de pessoas: | 443  | 449    |
| Diferença:         |      | +1,35% |